# Karib'il V.

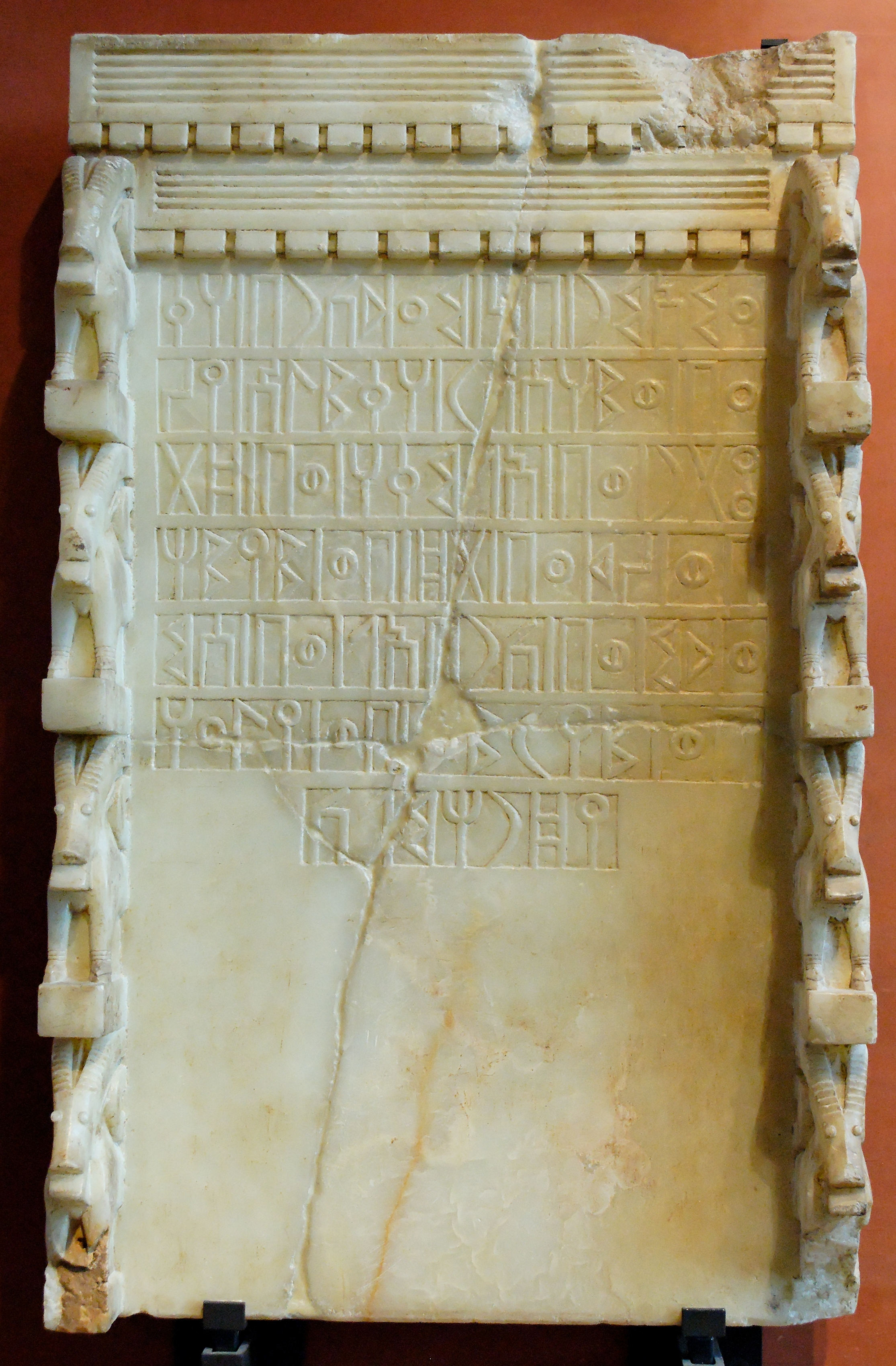
Weiheinschrift für Almaqah aus Karib'ils und dessen Sohnes Regierungszeit

Karib'il V. (sabäisch krbʾl Karibʾil) war ein Herrscher (Mukarrib) des altsüdarabischen Reiches Saba. Hermann von Wissmann setzte seine Regierungszeit um 445 v. Chr. an, Kenneth A. Kitchen identifiziert ihn dagegen mit Karib’il Watar I.
Karib'il V. war zunächst Mitregent der älteren Könige Yada'il II. und Yitha'amar II., mit denen er in zahlreichen privaten Inschriften aus dem gesamten sabäischen Reichsgebiet, aber keiner einzigen königlichen Inschrift genannt wird. Nach deren Tod regierte er zunächst alleine, dann zusammen mit seinem Sohn Sumuhu'ali II.